# Rödbent buskvallaby
Rödbent buskvallaby (Thylogale stigmatica) är en pungdjursart som först beskrevs av John Gould 1860. Thylogale stigmatica ingår i släktet buskvallabyer och familjen kängurudjur. IUCN kategoriserar arten globalt som livskraftig.

## Utseende
Honor av detta buskvallaby når en kroppslängd (huvud och bål) av 38,6 till 52,0 cm, en svanslängd av 30,1 till 44,5 cm och en vikt av 2,5 till 4,2 kg. Hannar är 47 till 53,6 cm långa (huvud och bål), med en 37,2 till 47,3 cm lång svans och med en vikt av 3,7 till 6,8 kg. Den tjocka och mjuka pälsen är hos exemplar som lever i täta skogar mörk gråbrun på ovansidan och krämfärgad på undersidan. Hos individer som lever i öppnare landskap är ovansidan ljusare gråbrun och undersidan ljusgrå. Arten har rödbruna märken på kinderna samt på extremiteterna. Hos rödbent buskvallaby saknas en stortå vid bakfoten, den andra och den tredje tån är sammanvuxna med varandra och den fjärde tån är lång. Individer som står på bakfötterna är cirka 76 cm höga.

## Utbredning
Pungdjuret förekommer på södra Nya Guinea, på Kap Yorkhalvön och i en smal remsa längs Australiens nordöstra kust. Arten vistas i låglandet och i bergstrakter som är upp till 1 200 meter höga. Habitatet utgörs av olika slags skogar.

## Ekologi
Rödbent buskvallaby hittas ensam eller i lösa grupper utan tydliga sociala band. Under soliga vinterdagar syns ofta flera exemplar på en solig skogsglänta för att få värme. Djuret har inga fasta aktivitetstider men den vilar oftast under dagens hetaste timmar. För att varna varandra för faror trummar individerna med bakfoten på marken.
Arten äter huvudsakligen frukter och blad som föll ner till marken. Frukter som ingår i födan är bland annat magnoliafikus (Ficus macrophylla) och Pleiogynium timorense. Dessutom äts ormbunkar som Nephrolepis cordifolia, orkidéer som Dendrobium speciosum samt gräs (bland annat Paspalum notatum och Cyrtococcum oxyphyllum). Födan kompletteras med bark, svampar och insekter.
Honor blir brunstiga inom 2 till 12 timmar efter födelsen av en unge. Vid denna tid förekommer strider mellan hannar om rätten att para sig. De boxar mot motståndarens mage vad som kan medföra mindre sår och skador i pälsen. Efter parningen utvecklas det befruktade ägget till en blastocyst och sedan följer en vilotid. Under denna tid lever det äldre syskonet i moderns pung (marsupium) och får di. När det äldre syskonet lämnar pungen fortsätter blastocystens utveckling och den egentliga dräktigheten varar 28 till 30 dagar. Vid födelsen är ungen bara rudimentärt utvecklad men den kan kravla till pungen. De yttre öronen som i början täcker öronens öppningar lyftas efter 105 till 126 dagar och ögonen öppnas kort efteråt eller samtidig. Ungen får päls efter 133 till 147 dagar och den lämnar pungen efter 133 till 187 dagar.
Ungen som lämnade pungen diar sin mor ytterligare 44 till 111 dagar. Den använder en annan spene än det yngre syskonet. Honor blir könsmogna efter ungefär ett år och hannar lite senare. I naturen sker parningen mellan våren och hösten (oktober till juni på södra jordklotet).
Rödbent buskvallaby jagas av större rovlevande djur som dingo, pungmårdar, hund och större ormar (till exempel ametistpyton).

## Underarter
Arten delas in i följande underarter:
- T. s. coxenii
- T. s. oriomo
- T. s. stigmatica
- T. s. wilcoxi

## Bildgalleri

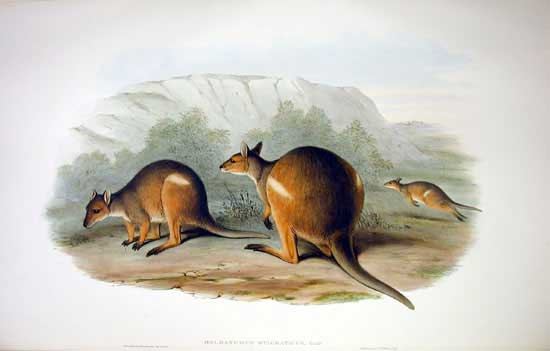